# Francis Méan
Pour les articles homonymes, voir Méan.
 (janvier 2023).
 (juin 2011).
Si vous disposez d'ouvrages ou d'articles de référence ou si vous connaissez des sites web de qualité traitant du thème abordé ici, merci de compléter l'article en donnant les références utiles à sa vérifiabilité et en les liant à la section « Notes et références ».
Francis Méan (Liège, 1952) est un artiste belge, vivant et travaillant à Louvain, dont le travail est présent dans les musées en Belgique, France et le Canada (récemment le Musée M à Louvain) et entreprises nationales et internationales, dans des collections privées et au Palais Royal de Belgique. 

## Biographie
Méan a fait ses études à l'Institut supérieur des beaux-arts Saint-Luc à Liège. 
Il commence sa carrière en 1977 après avoir obtenu le prix Philippe d'Arschot, critique d'art, pour l’œuvre poétique.
En plus des expositions dans des galeries d'art de renom en Belgique et à l’étranger (France, Allemagne, Suisse, Autriche, Luxembourg, Pays-Bas, USA, Canada) son art a été diffusé rapidement par des maisons d'édition internationales tel que Börjeson (Malmö), Antarès (Paris), Weber (Genève), Christies (Londres) et Lamers (Dortmund).::
Il est artiste peintre (tableaux sur toile et sur papier) et sculpteur (sculptures en bronze, des bijoux en argent massif), et en tant que graveur il a fait beaucoup d'éditions de gravures, dont une série sur les Fables de La Fontaine, les Sept Jours de la Création, le Livre de Job et les Dix Commandements[réf. nécessaire].
Il a décoré le nouveau Sheraton hôtel (actuellement Hilton Hôtel) à Malmö en Suède, a réalisé un triptyque pour le siège principal ING à Anvers, et il a illustré des scènes bibliques pour les éditions Plantijn[réf. nécessaire] à Anvers.
Il a exposé au Centre Ben Gourion à Bruxelles à l'occasion des 3 000 ans de Jérusalem.

## Émissions de télévision
- 1991 : le NCRV (Het verschil)
- 2007 : la VRT et CANVAS (De Ark van Noach, les pensées de Francis Méan )
- 2008 : la RTBF (Les dix paroles)

## Prix
- 1977 : Prix Philippe d'Arschot pour l'œuvre poétique
- 2006 : Prix public Exposition L'art sur l'eau à Oud Heverlee

## Publications
- 2008 : Au fil du temps, catalogue peintures, gravures, sculptures
- 2009 : Clin d'œil. Douze sculptures. Catalogue sculptures
- 2012: Il est grand temps, Sculptures pour le IJzerenberg.

## Réalisations
- 2007 : Installation d'une sculpture monumentale en bronze au Centre Vogelzang Heverlee
- 2011 : Création du trophée pour la 35e édition du Belgacom Mémorial Van Damme 2011
- 2012 : Realisation du Alumni Award 2012 KHLeuven departement Echo